# Pierre-Philippe Bauzin
Pierre-Philippe Bauzin est un organiste, improvisateur et compositeur français, né à Saint-Émilion (Gironde) le 12 avril 1933 et mort le 11 janvier 2005 à Nice.

## Biographie

### Études
Il commence à cinq ans l'étude du piano, à dix ans débute l’orgue et à onze ans l'harmonie. À douze ans, il devient sur concours, titulaire du grand orgue de l'église Saint-Pierre de Bordeaux. À quatorze ans, il obtient son 1er prix de piano et son 1er prix d’harmonie au conservatoire de Bordeaux. Trois mois plus tard, il est admis en classe de piano et d’harmonie au conservatoire de Paris, dont il sera plusieurs fois lauréat. À seize ans, il est titulaire du grand orgue de l'église Notre-Dame-de-Lourdes à Chaville et dirige officiellement sa première chorale.
Ses maîtres ont été :
- Yves Nat et Jean Batalla (piano)
- Maurice Duruflé (harmonie et orgue)
- Noël Gallon (contrepoint et fugue)
- Élisabeth Brasseur (direction de chœur)
- Louis Fourestier (direction d'orchestre)
- Olivier Messiaen (analyse musicale)
- Arthur Honegger (composition)

### Carrière
C’est surtout en tant qu’organiste qu’il a parcouru le monde. Il fut organiste invité à vie en la basilique Saint-Pierre du Vatican à Rome, où il reçut plusieurs fois les félicitations du Pape Jean-Paul II. Dans les années 1990, il assura des master class d'improvisation à l'orgue à la Juilliard School de New York. Ainsi, de par ses qualités exceptionnelles d’improvisateur, il donna de très nombreux récitals d’orgue dans toute l’Europe et les États-Unis.

### Mort
Pierre-Philippe Bauzin s’est éteint le 11 janvier 2005 à l'âge de 71 ans à Nice et a été inhumé à Ambarès dans sa région natale.